# Motocross Maniacs
Motocross Maniacs (モトクロスマニアックス?) è un simulatore di guida del 1989 sviluppato da Konami per Game Boy. Il gioco ha ricevuto due seguiti: Motocross Maniacs 2 per Game Boy Color e Motocross Maniacs Advance per Game Boy Advance.

## Modalità di gioco
L'obiettivo di Motorcross Maniacs è quello di far raggiungere alla motocicletta il traguardo entro il tempo limite, attraversando rampe ed evitando gli ostacoli. Nel gioco sono presenti power-up in grado di fornire ulteriore tempo o turbo. È possibile sfidare il computer o un altro giocatore tramite Game Link Cable.